# Sirintra Niyakorn
 (mars 2019).
Sirintra Niyakorn (thaï : ศิรินทรา นิยากร) est une chanteuse pop thaïlandaise,.

## Discographie
- Rue wa Khao Lok (รู้ว่าเขาหลอก)
- Ja Kor Koe Rib Kor (จะขอก็รีบขอ)
- Tha Paeng Roe (ทาแป้งรอ)
- Yak Fang Sam (อยากฟังซ้ำ)
- Nue Kham Saban (เหนือคำสาบาน)'
- Khoy Phee (คอยพี่)